# Du soleil au cœur
Du soleil au cœur — франкоязычный сборник канадской певицы Селин Дион, вышедший во Франции в 1983 году. Это её пятый франкоязычный альбом и первый, вышедший во Франции.

## Информация об альбоме
«Du soleil au cœur» — это сборник песен из двух предыдущих канадских альбомов Селин Дион, «Tellement j'ai d'amour...» и «Les chemins de ma maison», выпущенный для французского рынка. Релиз альбома состоялся благодаря успеху «D'amour ou d'amitié» во Франции (номер 10 в чарте синглов). «Mon ami m'a quittée» стал следующим синглом.
«Du soleil au cœur» содержит новую версию «Ne me plaignez pas» и один прежде неизданный трек «À quatre pas d'ici» — франкоязычную адаптацию хита номер 1 группы Bucks Fizz «The Land of Make Believe». Песня была написана Энди Хиллом и Питером Синфилдом. Оба они работали с Селин Дион снова в 1993 («Think Twice») и 1996 году («Call the Man»). Композиция «À quatre pas d'ici» была выпущена также в Канаде на рождественском альбоме «Chants et contes de Noël», вышедшем в ноябре 1983 года.
Было продано 50 000 экземпляров альбома.
В 2002 году, спустя 19 лет, «Du soleil au cœur» был переиздан во Франции на CD с пятью бонусными треками. 16 мая 2008 года альбом также был выпущен в Швейцарии.

## Список композиций
| №   | Название                             | Автор(ы)                                | Продюсер(ы)        | Длительность |
| --- | ------------------------------------ | --------------------------------------- | ------------------ | ------------ |
| 1.  | «D’amour ou d’amitié»                | Эдди Марне Жан-Пьер Ланж Роланд Винсент | Марне Руди Паскаль | 3:58         |
| 2.  | «La do do la do»                     | Марне Кристиан Гобер                    | Марне Паскаль      | 3:00         |
| 3.  | «Mon ami m'a quittée»                | Марне Кристиан Луажеро Тьерри Жофруа    | Марне Паскаль      | 3:00         |
| 4.  | «Ne me plaignez pas»                 | Марне Стив Томпсон                      | Марне Паскаль      | 3:44         |
| 5.  | «Tellement j’ai d’amour pour toi»    | Марне Юбер Жиро                         | Марне Паскаль      | 2:56         |
| 6.  | «Du soleil au cœur»                  | Марне Жан-Клон Массулье Андре Попп      | Марне Паскаль      | 2:40         |
| 7.  | «À quatre pas d'ici»                 | Марне Энди Хилл Питер Синфилд           | Марне Паскаль      | 3:57         |
| 8.  | «Les chemins de ma maison»           | Марне Патрик Леметр Ален Бернар         | Марне Паскаль      | 4:15         |
| 9.  | «Hello mister Sam»                   | Марне Луажеро Жофруа                    | Марне Паскаль      | 4:13         |
| 10. | «Le vieux monsieur de la rue Royale» | Марне Ален Норо                         | Марне Анжелил      | 4:12         |

| №   | Название                    | Автор(ы)                   | Продюсер(ы)   | Длительность |
| --- | --------------------------- | -------------------------- | ------------- | ------------ |
| 11. | «Trois heures vingt»        | Марне Леметр               | Марне Паскаль | 3:38         |
| 12. | «Benjamin»                  | Марне Пьер Пападиамандис   | Марне Паскаль | 4:37         |
| 13. | «La voix du bon Dieu»       | Марне                      | Марне Анжелил | 3:18         |
| 14. | «Trop jeune à dix-sept ans» | Марне Пол Гридас Бэрри Блу | Марне Паскаль | 4:53         |
| 15. | «Paul et Virginie»          | Марне Луажеро Жофруа       | Марне Паскаль | 3:54         |

## Хронология релиза альбома
| Регион    | Дата выпуска   | Лейбл            | Формат   | Каталог   |
| --------- | -------------- | ---------------- | -------- | --------- |
| Франция   | 3 октября 1983 | Pathe/EMI        | LP       | SNS 90001 |
| Франция   | 3 октября 1983 | Pathe/EMI        | Cassette | 490001    |
| Франция   | 4 апреля 2002  | Sony Music Media | CD       | 5032582   |
| Швейцария | 16 мая 2008    | Sony Music Media | CD       | 5032582   |